# Mucsi András
Mucsi András (Szentes, 1929. január 16. – Esztergom, 1994. február 22.) művészettörténész. 1952–1953 között a békéscsabai Munkácsy Mihály Múzeum muzeológusa, 1953–1973 között az esztergomi Keresztény Múzeumban, majd 1973–1991 között a szentendrei Ferenczy Múzeumban művészettörténész. Középkori egyetemes és magyar festészettel, ill. kortárs magyar festészettel foglalkozott. E témakörökben jelentek meg könyvei, tanulmányai, cikkei, katalógusbevezetői, és számos jelentős kiállítást rendezett.

## Jelentősebb kiállításai
- 1958: Kódex. miniatúra kiállítás;
- 1959: San Marco gyűjtemény porcelánjai;
- 1963: Barokk kiállítás;
- 1964: Dürer és kortársai;
- 1966, 1973: Ipolyi Arnold-emlékkiállítás;
- 1971-72; 1972: Dürer grafikái;
- 1974: Bálint–Korniss, Művésztelepi Galéria, Szentendre;
- 1976: A szentendrei művészet kiállítása a Magyar Nemzeti Galériában, Magyar Nemzeti Galéria, Budapest;
- 1981: Bálint Endre gyűjteményes kiállítása;
- 1985: Hommage à Kassák;
- 1986: Gadányi Jenő emlékkiállítása;
- Időszaki kiállítás a Keresztény Múzeum gyűjteményéből a Vízivárosi templomban;
- Vitéz János és kora, Főszékesegyházi Könyvtár, Esztergom [Kovács Zoltánnal].

## Főbb művei
- Az esztergomi Keresztény Múzeum Képtára (magyar, német, angol, orosz, Budapest, 1964, társszerző)
- Kolozsvári Tamás (Budapest, 1969)
- Kolozsvári Tamás Kálvária oltára az esztergomi Keresztény Múzeumban (angol, német, Budapest, 1978)
- Az esztergomi Keresztény Múzeum Régi Képtárának katalógusa (magyar, német, angol, 1973)
- Gótikus és reneszánsz táblaképek az esztergomi Keresztény Múzeumban (magyar, német, angol, francia, Esztergom, 1973)
- Magyarországi miniatúrák (vál. bev., Budapest, 1970)